# Блу Маунтинс (Онтарио)
Блу Маунтинс (енгл. The Blue Mountains) је градић у Канади у покрајини Онтарио. Према резултатима пописа 2011. у граду је живело 6.453 становника.

## Становништво
Према резултатима пописа становништва из 2011. у граду је живело 6.453 становника, што је за 5,5% мање у односу на попис из 2006. када је регистровано 6.825 житеља.
| 2006. | 2011. | 2016. |
| ----- | ----- | ----- |
| 6.825 | 6.453 | 7.025 |